# Образовање у Азербејџану
Образовање у Азербејџану регулише Министарство образовања.

## Историја
У пред-совјетском периоду, азербејџанско образовање је обухватало исламску верску обуку која је започињала у раном детињству. Почевши од отприлике пете године, а понекад и до двадесете, деца су похађала медресе, образовне институције повезане са џамијама. У 17. и 18. веку медресе су основане као засебне образовне установе у већим градовима, али верска компонента образовања и даље је значајна. Године 1865. у Бакуу су отворена прва техничка школа и прва женска гимназија. Крајем 19. века су почеле да се појављују секуларне основне школе (школе за етничке Русе су основане раније), али су институције високог образовања и употреба азерског језика у средњим школама биле забрањене у Закавказју током целог царског периода. Већина деце није стекла никакво образовање у овом периоду, а стопа писмености је остала веома ниска, посебно међу женама којима је мало било дозвољено да похађају школу.
У совјетско доба, писменост и просечни ниво образовања су драматично порасли упркос две промене у писму, са арапског алфабета на латиницу 1920-их и са латинице на ћирилицу 1930-их. Према совјетским подацима, 100 посто мушкараца и жена (узраста од девет до четрдесет девет) било је писмено 1970. Према програму Организације уједињених нација за развој 2009. стопа писмености у Азербејџану износи 99,5 процената.
Током совјетског периода, образовни систем се заснивао на стандардном моделу који је наметнула Москва, а који је садржавао државну контролу над свим образовним институцијама и велике утицаје марксистичко-лењинистичке идеологије на свим нивоима.
Од независности, један од првих закона које је азербејџански парламент усвојио био је усвајање модификоване латиничне абецеде која је заменила ћирилицу. Осим тога, азербејџански систем је претрпео мало структурних промена. Прве измене су укључивале поновно успостављање верског образовања (забрањено током совјетског периода) и промене наставног плана и програма који су поново истакли употребу азербејџанског језика и елиминисали идеолошки садржај. Поред основних школа, образовне институције укључују хиљаде предшколских установа, општих средњих и стручних школа, укључујући специјализоване средње и техничке школе. Образовање кроз девети разред је обавезно. На крају совјетског периода, око 18 процената наставе било је на руском језику, али употреба руског је почела непрекидно опадати од 1988. Данас се енглески и руски предају као други или трећи језик.

## Образовни систем
Образовање у Азербејџану се сматра облашћу делатности која представља основу за развој друштва и државе која има стратешку предострожност и супериорност. Образовни систем има демократски, секуларни карактер, а основа су му националне и међународне вредности. Сви грађани имају право на девет година обавезног општег образовања. Право на образовање је основно право грађана, утврђено уставом и законом о образовању.
Члан 42 устава наводи да се право грађана да се образују утврђује на следећи начин:
- Сваки грађанин има право на образовање
- Држава даје бесплатно обавезно опште средње образовање
- Држава контролише образовни систем
- Држава гарантује образовање талентованих особа без обзира на њихово материјално стање
- Влада поставља минималне образовне стандарде
- Свако има право на образовање у оквиру државног стандарда
- Гарантовано је да сви грађани имају право на образовање у Азербејџану, без обзира на разлике као што су националност, религија, раса, језик, пол, старост, здравствени и социјални статус, подручје активности, место пребивалишта и политички ставови

Образовање је бесплатно и обавезно за децу узраста од шест до петнаест година. Основно образовање се дели на: основно, опште средње и пуно средње образовање.

### Језик
Азерски је главни језик образовања у школама и службени језик државе. Међутим, постоји много школа које нуде девет година општег образовања, три године високог образовања и диплому руског језика. Понуђени језици нису ограничени само на руски: постоје огранци познатих школа и фондација који нуде образовање засновано на енглеском језику како за странце и емигранте, тако и за локално становништво, током целог општег образовања. Већина ових школа има више од просечних трошкова локалне образовне установе углавном због тога што су приватне.
За првостепене студије избор се шири: три главна језика (азербејџански, руски и енглески) као наставни медиј још увек постоје, међутим, онима који планирају да похађају предмете на регионалним студијама, часови се нуде на језицима који одговарају тој земљи  (нпр. уколико планирају да похађају јапанске студије морају учити јапански језик).
Основни курсеви се предају на енглеском језику, посебно на новооснованим или популарним универзитетима: Виша школа нафте у Бакуу, Универзитет у Бакуу. Уз ово, традиционални и стари универзитети нпр. државни универзитет Баку, универзитет за језике и друге установе нуде не само уметничке и хуманистичке науке већ и курсеве друштвених наука углавном на енглеском језику.

## Нивои образовања

### Основно образовање
Основно образовање започиње са једном годином предшколског образовања, пре кога већина деце већ познаје основе разумевања из свог искуства. Дакле, предшколска обука је углавном развијање разумевања, природе, укуса и околине деце. Нека деца стичу вештине писања и читања и током овог периода, међутим, то се углавном разликује од детета до детета и њихових вештина.
Сама основна школа почиње са шест и траје четири године. Са десет година ученици полажу испит и прелазе на оно што се у западном систему назива средњом школом. Већина становништва похађа државне школе за основно образовање, међутим, постоји много приватних школа које такође могу да бирају и похађају.

### Опште средње образовање
Ова фаза образовања једнака је западном систему средње школе и обухвата разреде од петог до деветог. Опште средње образовање је такође бесплатно у јавним школама. У овом периоду ученици стичу дубље знање о књижевности, математици, језицима, историји, култури, спорту, науци, уметности итд. На крају општег средњег образовања полажу испит за стицање пуног средњег образовања.

### Пуно средње образовање
Потпуно средње образовање покрива десети и једанаести разред, а такође је бесплатно у јавним школама. У овој фази ученици већ праве избор будуће професије и припремају се за пријемне испите који се одржавају сваког лета. 

## Пријемни испит
Пријемни испит је званични испит владе који се полаже на универзитетима сваког лета у различитим регионима. Био је бесплатан до 2017, међутим, од 5. октобра 2020. плаћа се 23,5 америчких долара. Пријемни испит садржи 25 питања из сваког предмета, што чини укупно пет предмета за сваку групу занимања. Постоје укупно четири главне групе и једна додатна (пета група) за оне који планирају да похађају стручне школе. 

## Дипломе и сертификати
Матурантима који су завршили образовање и успешно положили испите предочен је јединствени државни документ којим се потврђује њихова професија и диплома. Документ о обуци је основа за почетак рада: сертификати стипендија, диплома, професионална мастер диплома, мастер и докторска диплома из категорије млађи стручњак, сертификат за повећање специјализације, диплома у вези са преквалификацијом.

### Образовни програми
У Азербејџану образовни систем чине образовни програми, мреже образовних институција, управљачка тела образовног система и друге институције које се баве образовањем и обуком. Менаџмент, као део функције система са различитим карактеристикама, осигурава да се неке од његових структура сачувају, режим рада, програм и његови циљеви успешно спроводе. Успоставља се систем владиних агенција и самоуправних тела заједнице за управљање образовањем. Ове организације делују у оквиру надлежности утврђених образовним законодавством и предузимају са необавезујућим законима. Администрација закона о образовању је уравнотежен правилима и програмима одговарајућег законодавства и образовних институција и заснован је на међународном искуству. Влада, Министарство образовања и локалне образовне институције су главни субјекти управљања образовним системом. Агенције локалне управе, сродне научно-педагошке заједнице, удружења професионалног стваралаштва, друштва и друштвено-политичке институције учествују у управљању. 
Саветодавна тела министарства су извршни одбор, ректорско веће и педагошке публикације које учествују у управљању образовним системом. Научно-методички центар је одговоран за образовне проблеме Министарства и пружа образовне и методолошке гаранције централних школа. Азербејџански научно-истраживачки институт педагошких наука има главну улогу на пољу унапређења образовања, обнове и врши основна истраживања у области педагошких наука. У локалним образовним институцијама и огранцима постоје образовна и научно-педагошка већа.

## Школе
Тренутно постоји 61 институција високог образовања укључујући универзитете у Бакуу и регионима.

### Јавне школе
Јавне школе нуде једанаест година образовања, укључујући основно, опште средње и потпуно средње образовање, од шест до седамнаест година (понекад и осамнаест). Влада обезбеђује свим јавним школама бесплатне потребне уџбенике. Медиј подучавања је азербејџански, међутим, због совјетског утицаја, још увек постоји много јавних школа које нуде руски језик као наставни медиј.

### Приватне школе
Емигрантима и локалном становништву се нуди широк избор приватних школа међу којима се највише опредељују за турске лицеје и међународне школе. Турски лицеји су најповлашћеније приватне школе откако је Азербејџан стекао независност 1991, међутим, у последње време се због организационих проблема број турских лицеја знатно смањио, али још увек има пуно турских школа које раде у Бакуу и регионима.
Због језичких баријера, исељеници не могу да имају користи од јавних школа које Азербејџан нуди. Међутим, постоји широк избор огранака међународних школа које се могу похађати у Бакуу и регионима.

### Стручне школе
Стручне школе почињу од деветог и једанаестог разреда и трају три до четири године. Ове школе развијају вештине код ученика.

## Универзитети
У Азербејџану постоји 38 државних и 11 приватних универзитета. Извештаји које је објавило министарство 2016. наводе да је 34.224 студента похађало универзитете. Запошљавају 11.566 професора и садрже 12.616 чланова факултета у земљи. Будући да је азербејџанска култура подразумевала велико поштовање према секуларном учењу, земља је традиционално била образовни центар за муслиманске народе бившег Совјетског Савеза. Из тог разлога и због улоге нафтне индустрије у економији, релативно висок проценат Азербејџанаца је стекао неки облик високог образовања, нарочито из научних и техничких предмета. Неколико стручних института обучава техничаре за нафтну и друге примарне индустрије.
Најпопуларније институције високог образовања су универзитет ADA, државни универзитет Баку, азербејџанска државна нафтна академија (ASOA), виша нафтна школа, инжењерски универзитет (бивши универзитет Кафказ), универзитет Хазар, универзитет за туризам и менаџмент, технички факултет, педагошки универзитет, институт за језике, медицински универзитет и музичка академија у Бакуу. Многа научна истраживања, која су се током совјетског периода углавном бавила повећањем производње и прераде нафте, спроводи азербејџанска национална академија наука, која је основана 1945. године.
Државни универзитет (основан 1919) укључује више од десет одељења, од физике до оријенталистике, и има највећу библиотеку у Азербејџану. Студентска популација износи више од 11.000, а факултет преко 600. Институт за нафту и хемију, основан 1920, има више од 15.000 студената и факултет око 1000. Институт обучава инжењере и научнике из петрохемијске индустрије, геологије и сродних области.
Поред тога, постоје научна истраживања о одредницама академског успеха студената, што подразумева да је родни фактор пресудан као одредница академских постигнућа.

## Реформе образовања
Од стицања независности, Азербејџан је радио на рестаурацији, побољшању и развоју општег образовања. Извршени су бројни програми и пројекти за спровођење образовних реформи. Планиран је заједнички пројекат са Светском банком — пројектом развоја другог образовног сектора (2009—2016) који укључује подршку примени општег наставног курикулума и програма даљим реформама за успешно ангажовање наставника, ученика и менаџера у образовању.
Како би се школама омогућило да одаберу и наруче књиге које су им потребне, одштампано је 1200 каталога доступних материјала за учење и читање и послато у 500 школа. Обезбеђено је 31 организацији 452 наслова књига у укупно 549.000 издања. Достављају се у 500 школских библиотека у складу са поднетим поруџбинама. Каталог покрива и годишње предмете (укупно 784 за азерски језик, информатику, математику, животне вештине) за веб страницу са наплатом, које су испоручене 196 општих школе које имају приступ Интернету.
Тренери су обучени уз подршку Уницефа о спровођењу општег образовног програма:
- примена новог курикулума за основно образовање, 148 тренера за усавршавање наставника разредне наставе

- у реформе општег образовног програма и управљање укључено је 150 тренера за обуку менаџера образовања

- спровођење новог наставног програма општег средњег образовања укључило је 925 тренера за обуку предметних наставника[16]

Дневне информације и фотографије у вези са образовним питањима су постале доступне на веб локацији Министарства просвете. Такође, организовани су редовни интервјуи на ТВ каналима. Периодични чланци су објављивани у новинама Azərbaycan Müəllimi. У погледу реформи у оквиру SESDP, припремљено је четрнаест просветитељских комерцијалних филмова који су емитовани на телевизија Иџтимаи. 
Подршка УНИЦЕФ-а у спровођењу образовних реформи се огледала у годишњем извештају о Азербејџану (2015). Према њему, УНИЦЕФ је помогао азербејџанској влади да покрене прву инклузивну школу. Професионалци и наставници су обучени по моделу специјалног образовања. На овај начин је започет модел инклузивног образовања у складу са понудом УНИЦЕФ-а.
Институт за обуку наставника је увео иновативан програм TEMEL. Подржао је спровођење стратегије за развој капацитета наставника 352 основних школа. Влада је 2015. покренула структурне реформе како би ефикасно укључила децу са сметњама у образовање.
Направљен је петогодишњи план за успостављање образовног система који задовољава образовне и развојне потребе све деце.
Следеће реформе које је влада спровела 2016. у различитим областима образовања су:
- Више од 76.000 деце било је укључено у предшколско образовање 2016—2017.
- Организоване су обуке за директоре општих школа и чланове педагошког особља којима је циљ да убудуће раде као директори. Тренинзи су имали за циљ да образују и унапреде директоре који поседују савремена управљачка знања и вештине, упознати су са информационим технологијама и могу да допринесу образовном и социјалном развоју земље.
- Прошле године је отворено 29 нових школа, као и седам постојећих. У потпуности је обновљено 101 школа, а тренутно 384. У току је изградња десет образовних институција.
- Јавно мњење је проучавало потпуно побољшане уџбенике за први и пети разред који су започети у фебруару 2016, као и новооснованим пројектима за уџбенике из деветог разреда. Мишљења и сугестије о пројектима уџбеника су сакупљени путем веб странице Министарства пољопривреде и е-адресе. Генерално, 77 пројеката уџбеника је постављено на веб локацију. Сакупљено је 1544 мишљења и сугестија, од којих се 91% односи на девети разред, 6% на пети и 3% на први.
- Број ново припремљених е-књига је достигао 156
- На азербејџанском државном универзитету за нафту и индустрију регистровано је 303 студента који су на универзитетском пријемном испиту прве групе постигли 500 и више. Њих 120 је примљено по државном налогу, а 40 их је платило школарину на UFAZ-у.[17]

## Болоњски процес
Болоњски процес који је креирао европски простор високог образовања према Лисабонској конвенцији је заснован на сарадњи између јавних власти, универзитета, наставника, студената и особља из 46 земаља.
Азербејџан је пуноправни члан Болоњског процеса од 2005. Придруживањем је започео реформе како би стекао високо образовање које испуњава заједничке европске стандарде. Године 2005. је одобрен акциони план 2006—2010. за спровођење Болоњске декларације. Процес је почео да се примењује на одређеним специјалностима у неколико високошколских установа од 2006, али сада се тај процес примењује на свим високошколским установама у Азербејџану.
Главни захтев Болоњског процеса је да се образовни процес организује у складу са европским системом преноса бодова. Овај систем такође омогућава студентима да наставе школовање на другим високошколским институцијама, а самим тим омогућава студентима да повећају конкурентност на тржишту рада.
Како би убрзао интеграцију система високог образовања, осигурао је узајамно признавање диплома и развој студентске и наставне мобилности, кабинет министарстава је одобрио резолуцију од 24. децембра 2013, бр. 348 о правилима организације образовања на кредитном систему и магистрације високих образовних институција.
Према правилима, студенти нису искључени са универзитета због академског неуспеха. Уколико не прикупи потребан број кредита у одређеном временском периоду, онда у наредним годинама за прикупљање не плаћа годишњу накнаду.
При оцењивању знања, минимални прихватљиви показатељ бодова стечених на испиту је 17, у целини 51 поен.
Као резултат реформи које су спроведене у области високог образовања, све установе су добиле финансијску аутономију.
У Бакуу, 3. — 4. јула 2013. одржана међународна конференција коју је организовао савез студентских омладинских организација (ASYOU) на тему Болоњски процес и Азербејџан. Конференција којој су присуствовале делегације из Литваније, Србије, Украјине, Луксембурга и Белгије, била је усредсређена на достигнућа Азербејџана у образовном систему и изгледе за даљи развој.

## Стипендија Чевенинг
Глобални програм стипендирања Чевенинг, владе Велике Британије, финансирају Министарство спољних послова и комонвелта (FCO) и партнерске организације.
Сваке године Министарство спољних послова Велике Британије ствара јединствену прилику кандидатима из целог света да магистрирају у Великој Британији. Студенти свих националности, осим оних из Европске уније и САД, могу се пријавити за стипендију Чевенинг.
Стипендија укључује пуну инострану школарину, накнаду за животне трошкове, авионске карте и низ других трошкова везаних за студије. Такође нуди прилику да постану део високо цењене и утицајне глобалне мреже Чевенинг.

## Фулбрајтов програм
Кроз Фулбрајтов програм, азербејџански студенти добијају прилику да наставе своје образовање путем магистарских студија на америчким универзитетима.
У оквиру овог програма су доступне све дисциплине и академска поља студија. Кандидати треба да имају азербејџанско држављанство, универзитетску диплому и знање енглеског језика, доступност сведочанства о војној служби или доказ о одлагању војног рока.